# Tage (1886)
Tage byl chráněný křižník první třídy francouzského námořnictva. Druhý postavený francouzský chráněný křižník. Jeho hlavním úkolem mělo být působení proti nepřátelskému námořnímu obchodu. Ve službě ve francouzském námořnictvu byl v letech 1890–1910. Po vyřazení byl sešrotován.

## Stavba
Křižník postavila loděnice Ateliers et Chantiers de la Loire v Saint-Nazaire. Stavba byla zahájena v červenci 1885. Dne 28. října 1886 byl křižník spuštěn na vodu a v prosinci 1890 byl přijat do služby.

## Konstrukce
Křižníku měl ocelový trup. Příď byla opatřena klounem. Pancéřování bylo ze svářkové oceli. Paluba měla sílu 50 mm s konci silnými 55 mm, které končily pod čárou ponoru. Chráněna byla i velitelská věž. Hlavní výzbroj tvořilo osm 165mm/28 kanónů M1881. Nacházely se na horní palubě, z toho dva ve střílnách a šest na sponsonech na bocích trupu. Doplňovalo je deset 139mm/30 kanónů M1881, které byly níže na hlavní palubě. Dále nesly pět 47mm kanónů Hotchkiss, 47mm pětihlavňový revolverový rotační kanón Hotchkiss, čtrnáct 37mm pětihlavňových rotačních revolverových kanónů Hotchkiss a sedm 356mm torpédometů. Torpédomety se nacházely v trupu nad čarou ponoru. Dva směřovaly dopředu, po dvou do každé strany a poslední dozadu. Pohonný systém tvořilo dvanáct kotlů a dva horizontální tříválcové parní stroje s trojnásobnou expanzí o výkonu 12 500 hp, roztáčející dva lodní šrouby. Spaliny odváděly dva komíny. Dosah křižníku mělo prodloužit oplachtění třístěžňového barku. Nejvyšší rychlost dosahovala 19,2 uzlu. Dosah byl 8000 námořních mil při rychlosti deset uzlů.

### Modifikace
Roku 1900 bylo instalováno dvanáct nových kotlů Belleville. Zásoba uhlí byla zmenšena na 980 tun. Hlavní stěžeň byl odstraněn. Později byly odstraněny rotační 37mm a 47mm kanóny, stejně jako dva 139mm kanóny a tři torpédomety. Lehkou výzbroj představovalo šest 47mm kanónů a šestnáct 37mm kanónů.